# Pedicularis ascendens
La pedicolare di Barrelier (nome scientifico Pedicularis ascendens Schleich. ex Gaudin, 1810)  è una pianta parassita appartenente alla famiglia delle Orobanchaceae.

## Etimologia
Il nome generico (Pedicularis) deriva da un termine latino che significa "pidocchio" e si riferisce alla convinzione che queste piante infestino di pidocchi il bestiame al pascolo; altri giustificano l'etimologia del nome del genere all'opposto, ossia in quanto si pensa che queste piante liberino la testa dai pidocchi. L'epiteto specifico (ascendens) indica che qualche elemento della pianta (foglie, fiori o altro) ha un portamento ascendente.
Il binomio scientifico di questa pianta è stato proposto inizialmente dall'insegnante, pastore e botanico svizzero Jean François Aimée Gottlieb Philippe Gaudin (1766-1833), perfezionato successivamente dal botanico svizzero-tedesco Johann Christoph Schleicher (1768-1834) nella pubblicazione "Guide du Botaniste qui voyage dans le Valais: avec un catalogue des plantes de ce pays et de ses environs, auquel on a joint les lieux de naissance et l'époque de la fleuraison pour chaque espèce. Lausanne - 83. 1810" del 1810.

## Descrizione

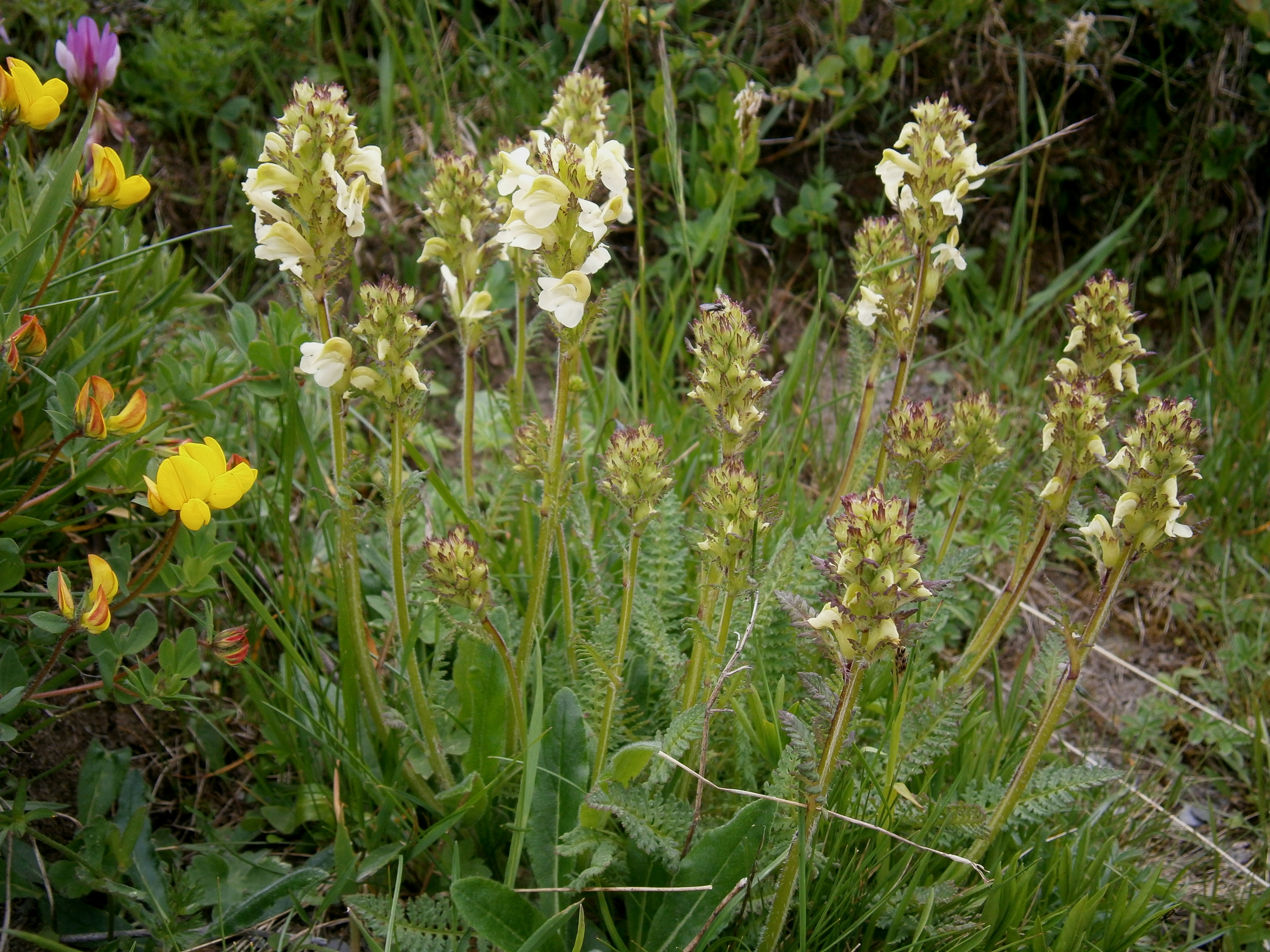
Il portamento

Queste piante sono alte da 15 a 30 cm. La forma biologica è emicriptofita rosulata (H ros), ossia in generale sono piante erbacee, a ciclo biologico perenne, con gemme svernanti al livello del suolo e protette dalla lettiera o dalla neve e hanno le foglie disposte a formare una rosetta basale. Sono piante parassite: le radici mostrano organi specifici per nutrirsi della linfa di altre piante.

### Radici
Le radici, spesso fusiforme, grosse e carnose, si distribuiscono a raggiera cercando di raggiungere le radici di altre piante per succhiarne la linfa.

### Fusto
La parte aerea del fusto è ascendente o eretta. La superficie del fusto è percorsa da due linee di peli, mentre nella parte basale è più o meno irsuta.

### Foglie
Le foglie hanno un contorno lineare-lanceolato a forma pennatosetta con segmenti profondamente dentati. La superficie è percorsa da 1 - 2 righe di peli oppure è glabra. La loro grandezza diminuisce progressivamente verso l'infiorescenza. Dimensione delle foglie: larghezza 1 – 2 cm; lunghezza 7 – 10 cm.

### Infiorescenza

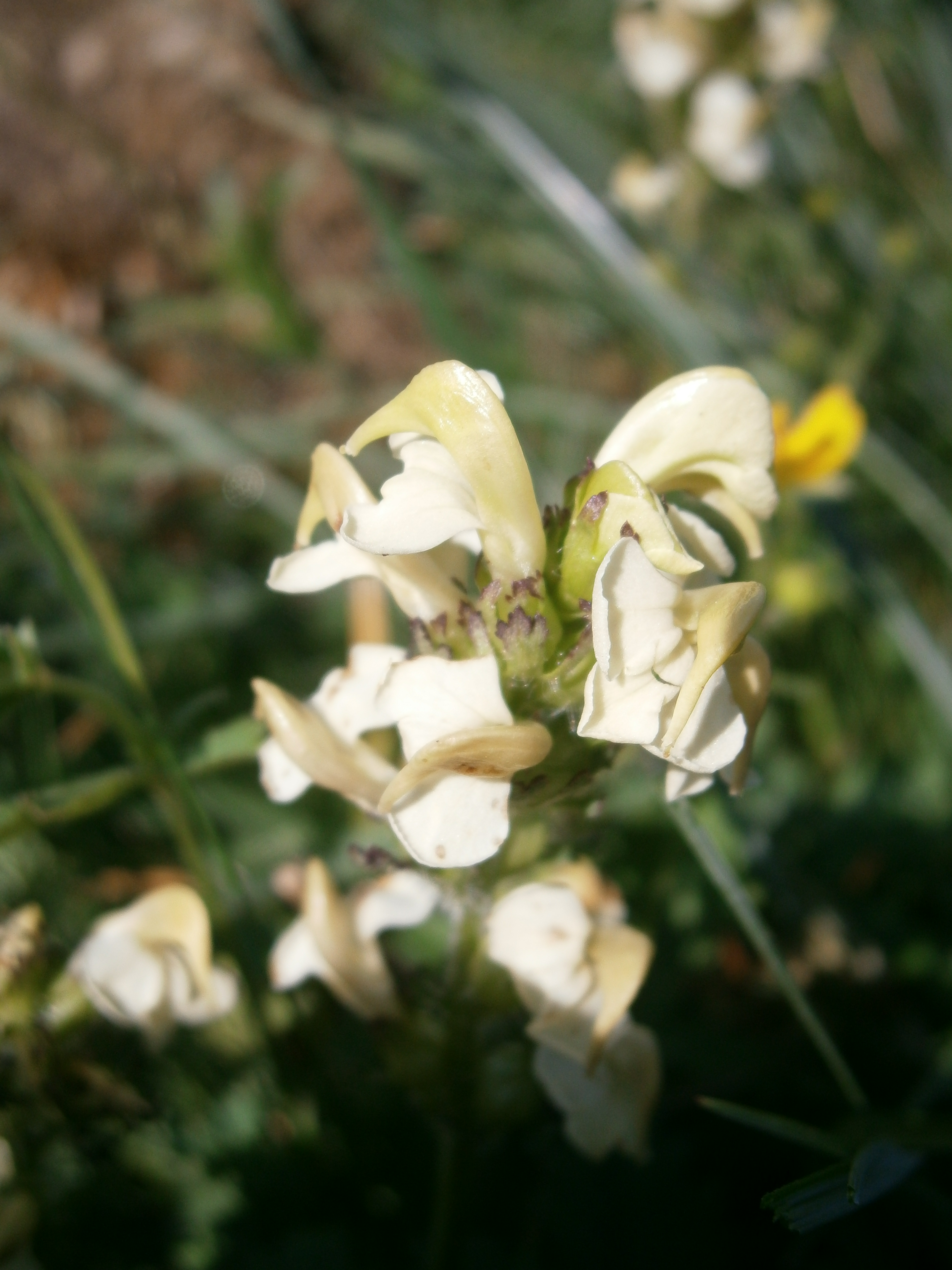
Infiorescenza

Le infiorescenze sono delle spighe capitate con fiori distanziati e peduncolati. Alla base di ogni fiore sono presenti delle brattee fogliacee. Alla maturazione l'infiorescenza si allunga. Le brattee dell'infiorescenza (anche queste a forma pennatosetta) generalmente sono glabre con segmenti interi.

### Fiore
I fiori sono ermafroditi, zigomorfi (del tipo bilabiato), tetrameri, ossia con quattro verticilli (calice – corolla - androceo – gineceo) e pentameri (la corolla e il calice sono a 5 parti).
- Formula fiorale: per questa pianta viene indicata la seguente formula fiorale:

X, K (5), [C (2+3), A 2+2], G (2), (supero), capsula
- Calice:il calice è gamosepalo con cinque denti diseguali (la base del calice è un tubo campanulato) e con superficie glabra (è peloso nella parte interna); i denti del calice sono simili ai segmenti delle brattee (interi), sono crenati e cigliati e sono lunghi quanto o meno della parte tubolare. Lunghezza del calice: 10 – 12 mm.
- Corolla: la corolla, a forma più o meno cilindrica, è gamopetala bilabiata a fauci aperte; il labbro superiore della corolla è più o meno falcato e termina in un becco allungato; quello inferiore è patente con tre lobi ottusi. Il colore della corolla è giallo-paglierino. Lunghezza della corolla: 16 – 20 mm. Lunghezza del becco: oltre 5 – 6 mm.
- Androceo: l'androceo possiede quattro stami didinami (due grandi e due piccoli). I filamenti sono inseriti più o meno alla base della corolla. Le antere, dissimulate sotto il cappuccio del labbro superiore sono strettamente unite da una fitta peluria. La maturazione del polline è contemporanea allo stigma.[11]
- Gineceo: l'ovario è supero formato da due carpelli ed è biloculare. Lo stilo inserito all'apice dell'ovario è del tipo filiforme; lo stigma è semplice ed è protruso oltre il cappuccio della corolla in modo da evitare l'auto-impollinazione.[11]
- Fioritura: da giugno a luglio.

### Frutti
Il frutto è una capsula loculicida bivalve a forma compresso-globosa (a maturità è più lunga del calice di 2 – 3 mm). I semi sono pochi a forma angolosa.

## Riproduzione
- Impollinazione: l'impollinazione avviene tramite insetti (impollinazione entomogama).
- Riproduzione: la fecondazione avviene fondamentalmente tramite l'impollinazione dei fiori (vedi sopra).
- Dispersione: i semi cadendo a terra sono dispersi soprattutto da insetti tipo formiche (disseminazione mirmecoria).

## Distribuzione e habitat

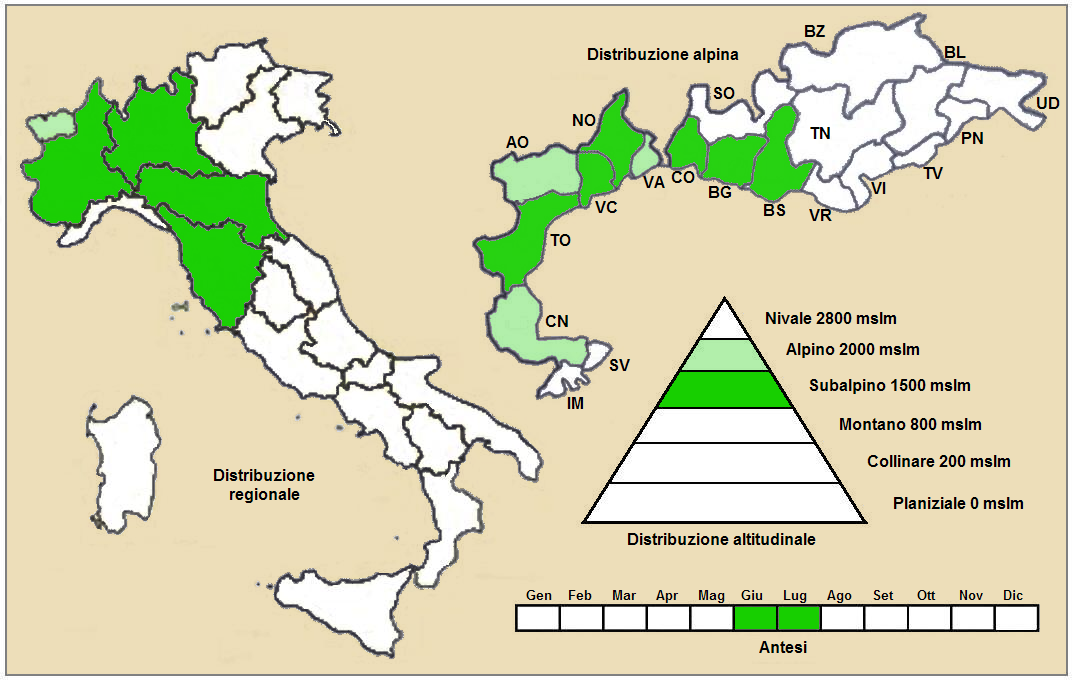
Distribuzione della pianta
(Distribuzione regionale – Distribuzione alpina)

- Geoelemento: il tipo corologico (area di origine) è Endemico / Ovest-Alpico, ma anche Appenninico.
- Distribuzione: in Italia è una specie rara e si trova nelle Alpi Occidentali e nell'Appennino Settentrionale. Nelle Alpi è presente nella parte occidentale. Fuori dall'Italia, sempre nelle Alpi, questa specie si trova in Francia (dipartimenti di Hautes-Alpes, Isère, Savoia, Alta Savoia) e in Svizzera (cantoni Berna e Vallese).[13]
- Habitat: l'habitat tipico sono i pascoli subalpini e alpini anche rocciosi. Il substrato preferito è calcareo con pH basico, bassi valori nutrizionali del terreno che deve essere umido.[13]
- Distribuzione altitudinale: sui rilievi queste piante si possono trovare da 1500 fino a 2200 m s.l.m.; frequentano quindi i seguenti piani vegetazionali: subalpino e in parte quello alpino.

### Fitosociologia
Dal punto di vista fitosociologico Pedicularis ascendens appartiene alla seguente comunità vegetale:
Formazione: delle comunità delle praterie rase dei piani subalpino e alpino con dominanza di emicriptofite
Classe: Elyno-Seslerietea variae

## Tassonomia
La famiglia di appartenenza della specie (Orobanchaceae) comprende soprattutto piante erbacee perenni e annuali semiparassite (ossia contengono ancora clorofilla a parte qualche genere completamente parassita) con uno o più austori connessi alle radici ospiti. È una famiglia abbastanza numerosa con circa 60 - 90 generi e oltre 1700 - 2000 specie (il numero dei generi e delle specie dipende dai vari metodi di classificazione) distribuiti in tutti i continenti. Il genere Pedicularis comprende 400-500 specie (il genere più numeroso della famiglia con distribuzione quasi cosmopolita - manca in Africa e Australia) delle quali 23 sono presenti nella flora spontanea italiana.

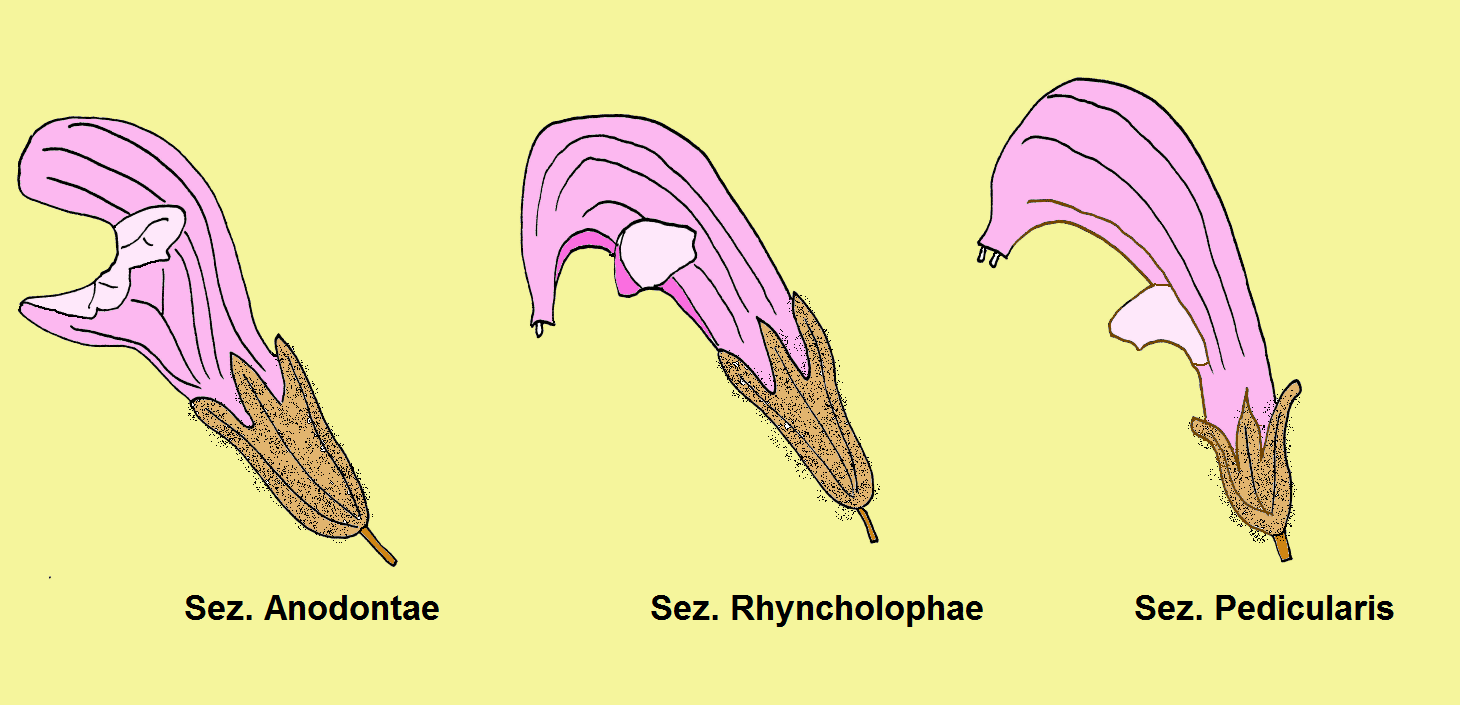
Le tre sezioni del genere

La classificazione del genere è difficile in quanto la forma del fiore è molto simile tra specie e specie; inoltre il colore della corolla nel secco è indistinguibile. Pignatti nella "Flora d'Italia" divide le specie spontanee della flora italiana in tre gruppi in base alla forma del labbro superiore (vedi il disegno):
- Sez. Anodontae: l'apice del labbro superiore della corolla è arrotondato (né rostrato e né dentato).
- Sez. Rhyncholophae: il labbro superiore della corolla è più o meno falcato e termina in un becco allungato.
- Sez. Pedicularis: il labbro superiore della corolla è provvisto di due dentini sotto la parte falcata.

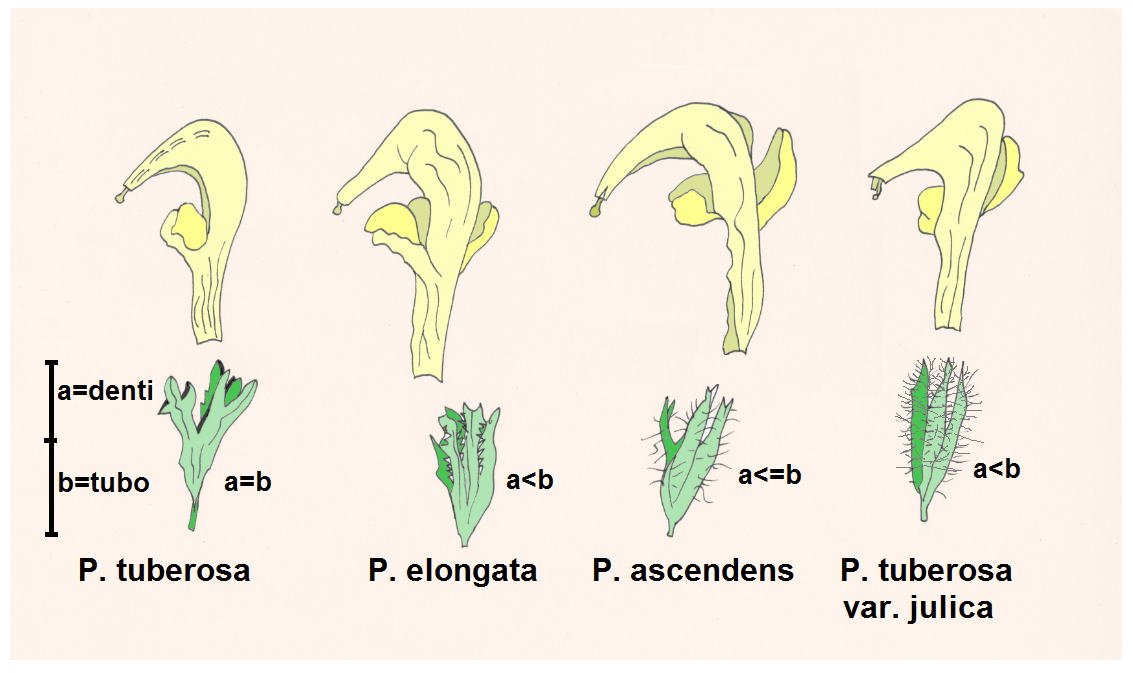
Gruppo di Pedicularis tuberosa

La specie P. ascendens appartiene alla sez. Rhyncholophae; all'interno di questa sezione fa parte del Gruppo di Pedicularis tuberosa formato dalle seguenti specie (oltre a quella di questa voce): Pedicularis tuberosa L. e Pedicularis elongata A. Kern.. Nella "Flora d'Italia" di Pignatti a questo gruppo appartiene anche la specie Pedicularis julica E. Mayer (Pedicolare delle Alpi Giulie) considerata attualmente un sinonimo di Pedicularis elongata subsp. julica (E. Mayer) Hartl  I caratteri distintivi di questo gruppo sono il colore giallo della corolla con il becco allungato e il comune numero cromosomico. Per la distinzione delle specie all'interno del gruppo, importante è il rapporto tra la lunghezza dei denti rispetto alla parte tubulosa del calice (vedi disegno a parte). Le specie di questo gruppo sono delle entità ben separate sia dal punto di vista geografico che quello ecologico. Spesso tra queste specie si formano degli ibridi.
Il numero cromosomico di P. ascendens è: 2n = 16..

### Filogenesi
Secondo una recente ricerca di tipo filogenetico la famiglia Orobanchaceae è composta da 6 cladi principali nidificati uno all'interno dell'altro. Il genere Pedicularis si trova nel quarto clade (relativo alla tribù Pedicularideae). All'interno della tribù il genere è in posizione "gruppo fratello" al resto dei generi della tribù.

### Ibridi
Nelle Alpi Apuane è stata descritta la specie Pedicularis tuberosa var. apennina Bonati (non riconosciuta da tutte le checklist) il cui aspetto è generalmente glabro. Altri esemplari della stessa zona presentano una cospicua pelosità. È possibile che si tratti di una stirpe polimorfa dal punto di vista della pelosità, mentre per il resto è più simile a P. ascendens.

### Sinonimi
Questa entità ha avuto nel tempo diverse nomenclature. L'elenco seguente indica alcuni tra i sinonimi più frequenti:
- Pedicularis barrelieri Rchb.
- Pedicularis adscendens Schleich.

## Altre notizie
Il pedicolare ascendente in altre lingue è chiamato nei seguenti modi:
- (DE)  Aufsteigendes Läusekraut
- (FR)  Pédiculaire ascendante